# Spongano
Spongano är en ort och kommun i provinsen Lecce i regionen Apulien i Italien. Kommunen hade 3 673 invånare (2017).